# Marek Grela
Marek Artur Grela (ur. 27 lutego 1949 w Krakowie) – polski dyplomata, ekonomista, wiceminister spraw zagranicznych, ambasador RP przy Unii Europejskiej, wysoki rangą urzędnik Sekretariatu Rady Unii Europejskiej w Brukseli, a następnie europejskiej służby dyplomatycznej (Europejska Służba Działań Zewnętrznych), ambasador ad personam.

## Życiorys
Maturę zdał w IX Liceum Ogólnokształcącym w Krakowie. W 1972 r. ukończył studia na Wydziale Handlu Zagranicznego SGPiS, w 1977 r. doktoryzował się w Instytucie Nauk Ekonomicznych Uniwersytetu Warszawskiego, a w 1990 r. został doktorem habilitowanym (tytuł pracy: Polska a stosunki Wschód-Zachód w latach osiemdziesiątych).
W 1972 r. rozpoczął pracę w Ministerstwie Spraw Zagranicznych w Departamencie Studiów i Programowania. Uczestniczył w negocjacjach Konferencji Bezpieczeństwa i Współpracy w Europie w Helsinkach i Genewie (1973–1975). W latach 1977–1981 był II sekretarzem ambasady PRL w Madrycie.
Od grudnia 1981 do 1989 r. pracował naukowo w Polskim Instytucie Spraw Międzynarodowych oraz w Institute of East-West Security Studies w Nowym Jorku (1983–1984). Był również sekretarzem naukowym Komitetu Badań nad Pokojem Polskiej Akademii Nauk. Był doradcą polskiej delegacji podczas konferencji KBWE w Wiedniu (1987–1988).
Od 1989 r. ponownie w MSZ – jako doradca w gabinecie ministra, a następnie jako wicedyrektor Departamentu Instytucji Europejskich (w tym charakterze uczestniczył przez pewien czas w rokowaniach układu stowarzyszeniowego Polski ze Wspólnotami Europejskimi). Uczestniczył w misjach obserwacyjnych ONZ w Namibii (1989) i Nikaragui (1990). W latach 1991–1996 był radcą-ministrem, a następnie chargé d’affaires ambasady RP w Dublinie.
Po powrocie do Polski objął stanowisko dyrektora generalnego MSZ (17 września 1996 – 31 grudnia 1996) i następnie wiceministra spraw zagranicznych (4 kwietnia 1997 – 31 grudnia 1997). W latach 1998–2002 był stałym przedstawicielem (ambasadorem) RP przy Organizacji Narodów Zjednoczonych do spraw Wyżywienia i Rolnictwa (FAO) oraz przy Światowym Programie Żywnościowym (WFP) w Rzymie.
W kwietniu 2002 został ambasadorem RP przy Wspólnotach Europejskich, a z chwilą zawarcia traktatu akcesyjnego pierwszym stałym przedstawicielem (ambasadorem) RP przy Unii Europejskiej. Funkcję tę pełnił do 31 sierpnia 2006.
W latach 2006–2012 był dyrektorem do spraw stosunków transatlantyckich, Ameryki Łacińskiej, walki z terroryzmem oraz ONZ w Sekretariacie Generalnym Rady Unii Europejskiej w Brukseli, a następnie głównym doradcą w europejskiej służbie dyplomatycznej (Europejska Służba Działań Zewnętrznych). Od 2013 r. konsultant ds. europejskich oraz współpracownik polskich i zagranicznych ośrodków studiów międzynarodowych.
Zasiadał w radzie Fundacji Aleksandra Kwaśniewskiego „Amicus Europae”. Jest członkiem Stowarzyszenia Euro-Atlantyckiego oraz doradcą dyplomatycznym Krajowej Izby Gospodarczej. Jest profesorem Akademii Finansów i Biznesu Vistula w Warszawie.
Jest autorem kilkudziesięciu publikacji naukowych z zakresu międzynarodowych stosunków gospodarczych i politycznych.
Włada językami: angielskim, hiszpańskim, francuskim i rosyjskim.
Syn Zenona. Żonaty z Anną Grelą, ma dwoje dzieci (Agnieszka i Tomasz).

## Odznaczenia
- Krzyż Kawalerski Orderu Odrodzenia Polski (1997)[3]
- Krzyż Oficerski Orderu Odrodzenia Polski (2012)[4]
- Order Podwójnego Białego Krzyża III klasy (Słowacja, 1998)[5]

## Publikacje książkowe
- Marek Grela: Oficjalne reakcje zagraniczne na wydarzenia w Polsce 1 sierpnia 1980 – 13 grudnia 1981 : dokumenty. Warszawa: Polski Instytut Spraw Międzynarodowych, 1982, s. 192. OCLC 838634289.
- Marek Grela: Oficjalne reakcje zagraniczne na wydarzenia w Polsce 13 grudnia 1981 – 31 grudnia 1982 : dokumenty (w wyborze). Cz. 1–2. Warszawa: Polski Instytut Spraw Międzynarodowych, 1984, s. 155. OCLC 838561309.
- Marek Grela: Polska a stosunki Wschód – Zachód w latach osiemdziesiątych. Warszawa: Polski Instytut Spraw Międzynarodowych, 1989, s. 192. OCLC 69474762.
- Marek Grela, Zdzisław Rapacki: Partnerstwo wschodnie Unii Europejskiej. Warszawa: Akademia Finansów i Biznesu Vistula, 2016, s. 196. ISBN 978-83-64614-26-2.